# Konzervativní zkreslení
Konzervativní zkreslení (angl. conservatism, conservatism bias) je v kognitivní psychologii a teorii rozhodování zkreslení (ang. bias) v lidském zpracování informací. Toto zkreslení je sklon člověka neefektivně (nedostatečně) revidovat (upravit) své přesvědčení, je-li je konfrontován (seznámen) s novými informacemi. Člověk se přiklání k původnímu názoru a informaci, které se zdají být smysluplné, zatímco nově získaná informace poté, co má již utvořen svůj názor, je považována za méně důležitou. Např. lidé pomalu přijímali novou informaci, že je Země kulatá, protože žili v přesvědčení z dřívější zkušenosti; měli názor, že je Země plochá. Důsledkem pak je, že člověk nakládá se staršími informacemi a není ochoten nakládat s informacemi novějšími, jež jsou v rozporu s jeho starším názorem a informací.  Např. lidé přeceňují pravděpodobnost vzácných příčin smrtí a podceňují ty časté. Jsme konzervativní při odhadu pravděpodobnosti, zda se jedná o muže či ženu v závislosti na výšce člověka.

## Finance
Barberis, Shleifer a Vishny navrhují model chování investora, který je motivován konzervativním a reprezentativním zkreslením. Přičemž je investor konzervativním zkreslením velmi pomalu veden aktualizovat/přehodnotit své přesvědčení v konfrontaci s novými informacemi. Oproti tomu ho reprezentativní zkreslení vede k tomu, aby dával větší váhu aktuálním trendům i přes nízkou pravděpodobnost výskytu trendu v populaci. Např. investoři se pak upínají na stanoviska analytiků akciového trhu a drží tak akcie, které navzdory optimistickým předpokladům analytiků klesají. Investor tak zbytečně drží akcie, které ztrácí hodnotu, a trvá mu déle, než dospěje k závěru, že takto držená akcie pro něj není výdělečná.
Martin Hilbert rozlišuje mezi dvěma druhy vstupů:
- Změna hodnot náhodné veličiny (typ proměnné může být: nominální, ordinální, intervalová/rozdílová, poměrová/podílová – viz typy proměnných ve statistice[6]),
- změna výskytu dané pravděpodobnosti.

Dále Hilbert říká, že konzervatismus funguje pro jakýkoli druh měřitelných hodnot.

## Výzkum
Problematiku konzervativního zkreslení jako první studoval Edwards v roce 1968. Testovaný subjekt konfrontoval s následujícím problémem:
Mějme 2 nádoby; každá z nich obsahuje 10 míčků. Nádoba A obsahuje 7 červených a 3 modré míčky, zatímco nádoba B obsahuje 3 červené a 7 modrých míčků. Jedna nádoba je náhodně vybrána hozením mince. Z této nádoby je taženo 12 míčků s vracením. Výsledek je následující: bylo taženo 8 červených a 4 modré míčky. Jaká je pravděpodobnost, že mincí náhodně vybraná nádoba je nádoba A; s tímto výsledkem?
Správná odpověď je 97 %, přičemž mnoho testovaných subjektů jako svou odpověď jednoduše vepsalo bazický index velikosti 50 %. Na základě výsledků Edwards konstatuje, že velká část testované skupiny je ovlivněna konzervativním zkreslením.
Ve studii z roku 1949 Kaufman, Lord, Reese a Volkmann přišli na to, že lidé tíhnou k přeceňování počtů bodů, které se náhodně objevovaly na obrazovce v menším počtu (5-10 bodů) a k podceňování počtů bodů objevovaných ve větším počtu (15-210 bodů). MacGregor, Lichtenstein a Slovic říkají, že zkreslení se týká odhadu absolutních hodnot na časové přímce. Jako příklad uvádějí: Lidé přeceňují počet lékařů v Lane Country (subjektivní odhad 456, reálná hodnota 350). A podceňují počet cigaret spotřebovaných v USA (subjektivní odhad 1,5 miliard, reálná hodnota 604 miliard). Hilbert doplňuje MacGregora, Lichtensteinovou a Slovice vylíčením problematiky nenormalizovaných hodnot, kdy je těžké říci, která hodnota, resp. číslo, je vyšší a která nižší na intervalové stupnici. Pokud bychom porovnali zmiňovanou spotřebu cigaret v USA s jinými státy, jak můžeme určit, zda je spotřeba v USA vyšší/nižší než např. v Indii nebo Monaku? Hilbert to tedy shrnuje tak, že bez normalizované stupnice je obtížné rozpoznat konzervativní zkreslení pro absolutní hodnoty.